# Wanda Klimowicz
Wanda Klimowicz (ur. 31 marca 1915 we Lwowie zm. 21 sierpnia 2013 w Warszawie) – polska pianistka, akompaniatorka, korepetytorka Opery Warszawskiej.

## Życiorys
Nauki gry na fortepianie uczyła się w Lwowskim Instytucie Muzycznym Anny Niementowskiej, potem w Konserwatorium Polskiego Towarzystwa Muzycznego, którego dyplom ukończenia uzyskała w 1936 roku. W latach 1934−1941 była etatową akompaniatorką tej uczelni, koncertowała jako solistka, kameralistka i akompaniatorka, brała udział w audycjach radiowych.
W 1944 roku po opuszczeniu Lwowa została zaangażowana w Lublinie przez Biuro Koncertowe Ministerstwa Kultury i Sztuki. Rok później przeprowadziła się do Łodzi, gdzie została zatrudniona przez Polskie Radio na etacie pianistki i akompaniatorki. W 1947 roku przeniosła się do Warszawy, w której najpierw znalazła zatrudnienie jako chórzystka Opery Warszawskiej, a w kilka miesięcy później jako jej korepetytorka. Współpracowała z wieloma wówczas występującymi solistami (m.in. Ewą Bandrowską-Turską).
W 1952 roku rozpoczęła pracę akompaniatorki w warszawskiej Szkole Muzycznej nr 1, z którą była związana do 1969 roku. Mieszkając w Warszawie kontynuowała pracę jako kameralistka i akompaniatorka współpracując z wieloma śpiewakami (m.in. Stefanią Woytowicz, Wandą Wermińską, E. Wasylewską, Haliną Mickiewiczówną, Jadwigą Kłosówną, Marią Fołtyn, Jadwiga Dzikówną, Marią Drewniakówną, Niną Stano, Michałem Szopskim, Jerzym Kobzą, Zdzisław Nikodemem, Lesławem Wacławikiem, Andrzejem Hiolskim, Bernardem Ładyszem) i skrzypkami podczas krajowych i międzynarodowych koncertów.
Występowała m.in. w Berlinie, Monachium, Wiedniu, Brukseli, Liège, Budapeszcie, Moskwie, Pradze. Jako stała akompaniatorka Stefanii Woytowicz odbyła z nią dwa tournées po republikach ZSRR (1958, 1962) oraz utrwaliła na płycie z nią i Andrzejem Bachledą wszystkie pieśni Chopina. W latach 1969–75 współpracowała z Estradą Kameralną Filharmonii Narodowej.